# Pronephrium rubrinerve
Pronephrium rubrinerve là một loài thực vật có mạch trong họ Thelypteridaceae. Loài này được (Mett.) Holttum miêu tả khoa học đầu tiên năm 1972.